# José Nêumanne Pinto
José Nêumanne Pinto (Uiraúna, 18 de maio de 1951) é um jornalista, poeta e escritor brasileiro. É editorialista e articulista de O Estado de S. Paulo, comentarista diário na Rádio Estadão e colunista do Instituto Millenium. Em 1976, foi agraciado com o Prêmio Esso de jornalismo econômico. 
Membro da Academia Paraibana de Letras e da Academia Paulista de História, já publicou 12 livros, dentre os quais se destacam "O silêncio do delator" (2005) e "O que sei de Lula" (2011). Por mais de 15 anos foi comentarista diário na Rádio Jovem Pan. Integrou por muitos anos o setor de jornalismo do SBT, em que tinha o quadro "Direto ao Assunto" em diversos telejornais da emissora — notadamente no Jornal do SBT. Em fevereiro de 2014 foi demitido do SBT e assinou contrato com a TV Gazeta.

## Primeiros anos

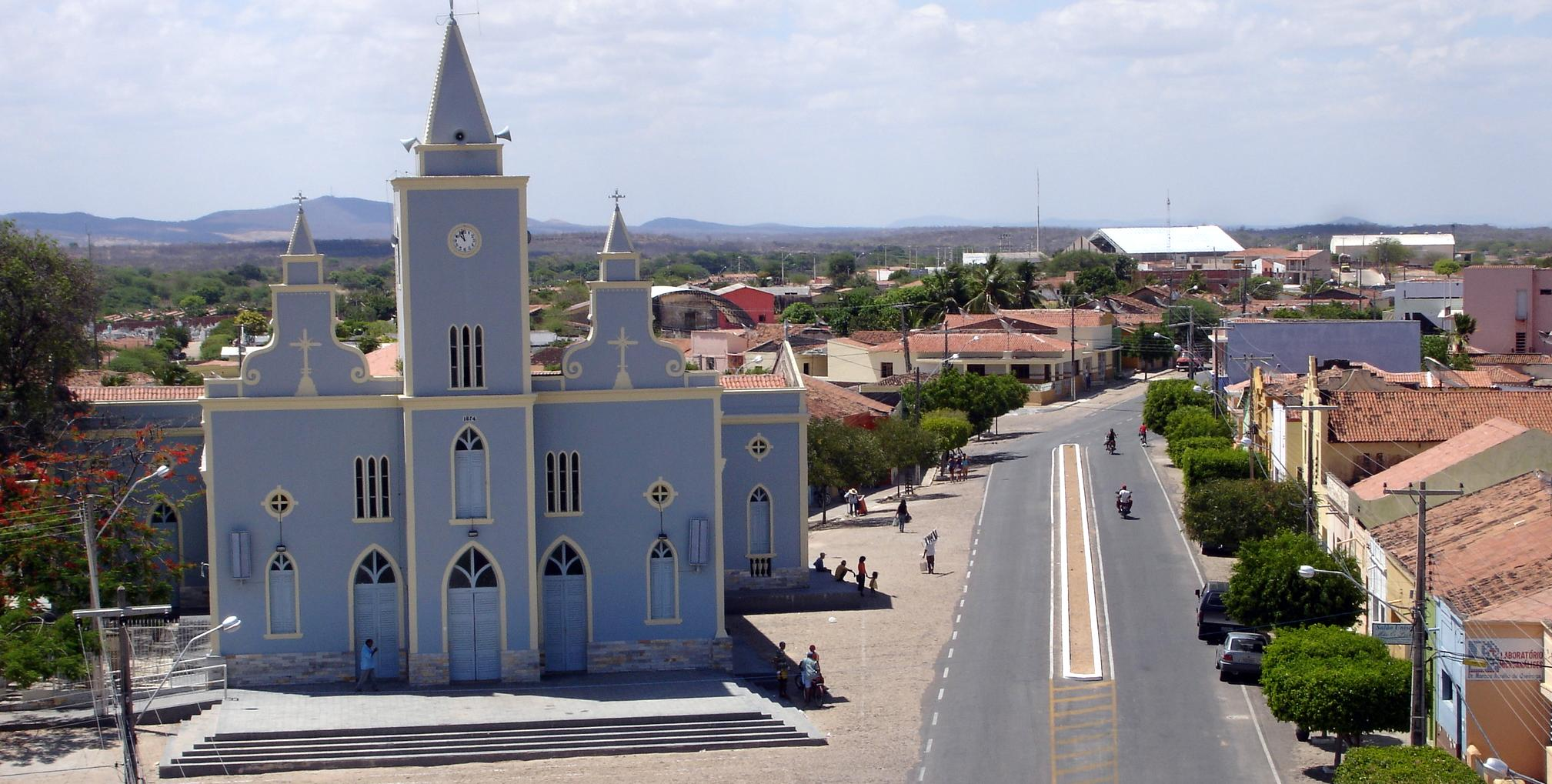
Uiraúna, sua terra natal, onde José de Anchieta Pinto, seu pai, foi vice-prefeito.

Filho de Anchieta e Mundica, Nêummane nasceu em 1951, em Uiraúna, cidade do Vale do Rio do Peixe, alto sertão paraibano (Microrregião de Cajazeiras). Uiraúna era distrito de São João do Rio do Peixe (município então denominado Antenor Navarro), se emancipando em 1953, tendo como líder da separação Dr. Osvaldo Bezerra Cascudo. Este também foi o médico que realizou o parto de Nêummane, que foi de risco.
José Nêumanne teve seu nome tirado de uma corruptela do nome do cardeal inglês John Henry Newman. O fato é que, ao registrá-lo, seus pais não levaram corretamente a grafia do nome e a escrivã grafou-o como o ouviu: "nêuman", e acrescentou um "e" ao fim para aportuguesá-lo.
Na infância como um seminarista, Nêummane Pinto foi muito aficionado à leitura, tempo que seria a base de sua carreira profissional. Foi influenciado por grandes escritores e poetas como Augusto dos Anjos, Castro Alves e Manuel Bandeira. O jornalista atribui a sua paixão pelas letras e pelo jornalismo às histórias que ouvia de D. Mundica, sua mãe, nas noites de lua do sertão paraibano. Desde essa época, ele sonhava em escrever suas próprias histórias.

## Carreira

### Jornalismo
Nêumanne Pinto começou a sua carreira como jornalista em 1968 como crítico de cinema e repórter de polícia no Diário da Borborema de Campina Grande. Posteriormente, trabalhou no jornal Folha de S.Paulo e foi secretário, chefe de redação e repórter especial da sucursal paulista do Jornal do Brasil, editor de política, de opinião e editorialista do O Estado de S. Paulo e assessor político do senador José Eduardo de Andrade Vieira, ex-ministro da Indústria, do Comércio e do Turismo e da Agricultura. Foi ainda colunista na edição em espanhol do jornal The Miami Herald, em que escrevia um artigo semanal sobre o Brasil, e comentarista político e econômico do quadro diário Direto ao Assunto do SBT. Seu bordão jornalístico é "José Nêumanne Pinto, direto ao assunto".
De 1996 a 2012, foi editorialista do Jornal da Tarde, e desde 2000 dedicou-se ao colunismo semanal do site Cineclik, especializado em cinema, e também foi comentarista diário da Rádio Jovem Pan (programa Direto ao Assunto), ambos de São Paulo. Integra também o Conselho Editorial do site Trilhas Literárias. Nêumanne ficou na Rádio Jovem Pan até 2016, indo então para a Rádio Estadão.

### Literatura
Com já 12 livros publicados, três de poesia, um romance e cinco de reportagens e ensaios políticos — entre romances, biografias e poesias —, José Nêumanne é um dos jornalistas-escritores brasileiros mais celebrados. Escreveu o prefácio do livro Velas Enfunadas, do ex-governador da Paraíba e também escritor Ronaldo Cunha Lima.
Em 22 de julho de 2008, foi empossado na Academia Paraibana de Letras, ocupando a cadeira de número 1, que possui Augusto dos Anjos como patrono e José Flóscolo da Nóbrega como fundador. Sucede Humberto Nóbrega, Waldemar Bispo Duarte (conterrâneo de Uiraúna) e Altimar Pimentel.

## Posicionamentos
José Nêumanne Pinto é contrário ao foro privilegiado, que segundo ele "não é uma forma de defesa da representação popular, objetivo teórico do Foro, mas, sim, garantia de impunidade, pois o Supremo Tribunal Federal não tem o mesmo rigor do que juízes como Sérgio Moro".
Foi um forte crítico dos governos Lula e Dilma.
Em seu livro O que sei de Lula, de 2011 (ed. Topbooks), conclui que o ex-líder sindical e ex-presidente, que acabara de terminar de seu mandato, não é de esquerda, mas em verdade um conservador. Em 2021, afirmou sobre a obra e sobre o próprio Lula: "É um livro feito por um inocente. Eu tenho vergonha deste livro, porque eu não sabia da missa a metade, (...) eu achava, desde o dia que eu conheci o Lula, eu achava que o Lula era um malandrinho de quinta, (...) até hoje na história da humanidade eu não me lembro de ter conhecido um ladrão maior".

## Publicações
- Mengele, a Natureza do Mal (1985), romance-reportagem;
- As Tábuas do Sol (1986), coletânea de poemas;
- Erundina, a Mulher que Veio com a Chuva (1989), perfil jornalístico e biográfico da ex-prefeita paulistana e sua conterrânea uiraunense Luiza Erundina;
- Atrás do Palanque, livro-reportagem sobre os bastidores da eleição presidencial de 1989;
- Reféns do Passado (1992), coletânea de ensaios e artigos políticos publicados na imprensa;
- Barcelona, Borborema (1992), livro de poemas sobre a arquitetura de Gaudí e o forró de Campina Grande;
- A República na Lama (1992), relato do folclore da República de Alagoas e história de sua queda;
- Veneno na veia (1995), romance policial sobre o episódio dos Anões do Orçamento;
- Solos do silêncio (1996), poesia reunida;
- Os cem melhores poetas brasileiros do século (2001), antologia;
- As fugas do Sol (1999), um CD em que o jornalista lê poemas de sua autoria com trilha sonora original do maestro Marcus Vinicius de Andrade;
- O silêncio do delator (2004), romance[19]
- O que sei de Lula (2011), biografia.

## Premiações
- 1976: Prêmio Esso de Jornalismo Econômico, pela série "Perfil do Operário Hoje", ao Jornal do Brasil.[20]
- 1976: Troféu Imprensa de Reportagem Esportiva, pela reportagem "Éder Jofre e o Boxe Brasileiro", ao Jornal do Brasil.[20]
- 2005: Prêmio Senador José Ermírio de Moraes, por "O Silêncio do Delator" (ed. A Girafa), melhor livro publicado no ano anterior (Academia Brasileira de Letras).[20] Recebeu a honraria das mãos do jurista Miguel Reale.
- 2005: Troféu Personalidade TV Tambaú.[7]
- 2006: Troféu Dom Pedro I (Grande Loja Maçônica do Estado de São Paulo “Sereníssima”).[6]
- 2007: Medalha do Mérito Literário José Lins do Rego (ALPB).[21]
- 2010: Título de Cidadão Paulistano (Câmara Municipal de São Paulo).[22]
- 2013: Troféu Gonzagão (FIEP).[23]

## Vida pessoal
O jornalista é pai de três filhos adultos e já foi casado com a funcionária pública Magdala Ramos, mãe da atriz Mayana Neiva. É irmão do também jornalista Anchieta Filho, que trabalhava no Jornal da Manhã, e primo de Gaudêncio Torquato, outro jornalista.
O comunicador é torcedor do Campinense Clube, equipe de futebol de Campina Grande.